# Julian Barratt
Julian Barratt (ur. Jako Julian Barratt Pettifer 4 maja 1968 w Leeds) – brytyjski komik, muzyk, producent muzyczny i aktor. Występował w roli Howarda Moona w brytyjskiej komedii The Mighty Boosh.

## Kariera
Jest odtwórcą roli Howarda Moona, którą gra obok Noela Fieldinga wcielającego się w postać Vince’a Noire, w kultowym brytyjskim serialu komediowym The Mighty Boosh. Howard twierdzi, że jest „jazzowym outsiderem” oraz intelektualistą obdarzonym licznymi talentami i nazywa siebie „człowiekiem czynu”, jednak w rzeczywistości jego próby literackie i podboje miłosne są zazwyczaj niepomyślne. Wiele postaci go nie lubi, w tym Mr. Gideon, który zawsze zapomina jego imienia, Bob Fossil, który wykorzystuje go jako marionetkę w swoich dziwacznych spiskach, czy goryl Bollo, który często źle wymawia jego imię bądź w ogóle go ignoruje. Ponadto w jednym z odcinków radiowego serialu ochroniarz zoo, Graham, który nigdy nie rozpoznaje Howarda i nieustannie go prześladuje, w jednej scenie atakuje go paralizatorem, ale w dalszej części programu Howardowi udaje się na nim zemścić. Howard jest po prostu zupełnym przeciwieństwem Vince’a Noire.

### Inne programy telewizyjne
Oprócz pracy w serialu The Mighty Boosh, Barratt występował w innych programach, często obok Noela Fieldinga. Był jednym z aktorów wcielających się w rolę Dana Ashcrofta, sfrustrowanego dziennikarza, w komedii stacji Channel 4 wyśmiewającej świat współczesnych mediów, Nathan Barley. Pojawił się również w surrealistycznym serialu o cechach czarnej komedii, Asylum, gdzie towarzyszyli mu Simon Pegg i Jessica Stevenson (znani jako twórcy i aktorzy komedii Spaced). Postać Briana Toppa w serialu Spaced została stworzona z myślą o Barracie, ale ostatecznie rolę otrzymał Mark Heap. W serialu How not to live your life Barratt grał rolę Jacksona, muzyka, który skutecznie odbierał pewność siebie Donowi (Danowi Clarkowi). Barratt wystąpił w reklamie alkopopu Metz pt. Freelance Scientist. Wcielił się w rolę Padre w pastiszu serialu grozy Garth Marenghi’s Darkplace. Współtworzył również i występował w show komediowym z 1998 roku Unnatural Acts. Wcześniej Barratt, wraz ze swoim przyjacielem Timem Hope, zaangażowany był w pracę nad serialem The Pod opowiadającym o losach fikcyjnego zespołu techno The Pod. Wyjątkowość tej produkcji polegała na tym, że serial był animowany, z wyjątkiem sfilmowanych głów Barratta i Hope’a. Ponadto, Barratt pojawił się w filmie z 2001 roku Lucky Break, w którym grał obok Jamesa Nesbitta.
Zakończył pracę nad swoim debiutem reżyserskim dla wytwórni Warp Films, nad którym pracował razem z reżyserem teatralnym Danem Jemmetem. Akcja filmu Curtains rozgrywa się w miasteczku nad morzem w Norfolk; jest to czarna komedia o nieszczęśliwym lalkarzu.
Udzielił swojego głosu wielu reklamom, takim jak reklama towarzystwa ubezpieczeniowego RSA Insurance Group, czy strona internetowa Directgov. Razem z Noelem Fieldingiem, Nickiem Frostem i Michaelem Smileyem pojawił się w teledysku grupy Mint Royale do piosenki ‘Blue Song’.

## Życie prywatne
Jest muzykiem spełniającym się w wielu różnych gatunkach. Grał na gitarze w zespole Little Chief podczas europejskiej trasy koncertowej oraz uważa się za fana jazz-rocka. We wczesnych latach. wraz z Dave’em Westlakiem był członkiem zespołu Groove Solution. Grał również z Chrisem Cornerem w projekcie muzycznym IAMX. Skomponował wszystkie utwory do The Mighty Boosh. W serialu pojawia się wiele różnych gatunków muzyki, w skład których wchodzą: rap, heavy metal oraz rock psychodeliczny.
Uznawany jest za skromnego, cichego człowieka o niskiej samoocenie. W przeciwieństwie do swojego partnera komediowego, Noela Fieldinga, Julian Barratt stara się nie występować w komediowych teleturniejach telewizyjnych, twierdząc, że woli „spędzić wieczór w domu nad książką.” Jest w związku z aktorką komediową Julią Davis. Para ma synów bliźniaków urodzonych w 2007 roku oraz obecnie mieszka w północnej części Londynu. Barratt przyjął swoje drugie imię jako pseudonim artystyczny, aby nie mylono go ze znanym reporterem Julianem Pettiferem.

## Filmografia
- How Not To Live Your Life (2009) – Jackson
- The Bunny and The Bull (2009)
- Curtains (2008) etiuda – scenarzysta i reżyser
- The Mighty Boosh Movie
- Boosh Live (2008 – 2009) – Howard Moon
- The Mighty Boosh Live (2006) – Howard Moon
- Benidorm (2007) ITV
- Nathan Barley (2005) serial telewizyjny – Dan Ashcroft
- AD/BC: A Rock Opera (2004) (TV) – Tony Iscariot
- The Mighty Boosh (2004–teraz) serial telewizyjny – Howard Moon
- Garth Marenghi’s Darkplace (2004) serial telewizyjny – The Padre
- The Principles of Lust (2003) – Phillip
- The Reckoning (2003) – Gravedigger
- How to Tell when a Relationship is Over (2003) – Him
- Surrealisimo: The Trial of Salvador Dalí (2002) – Rosey
- Lucky Break (2001) – Paul Dean
- Melbourne International Comedy Festival Gala (2001) (TV) – zagrał siebie samego
- Melbourne International Comedy Festival Gala (2000) (TV) – zagrał siebie samego
- Sweet (2000) film – Stitch
- Unnatural Acts (1998) serial telewizyjny – Various
- The Pod (1997) – Julian
- Asylum (1996) serial telewizyjny – Victor/Julian

## Nagrody
- 2009 serial The Mighty Boosh wygrał nagrodę dla najlepszego serialu telewizyjnego podczas gali Shockwaves NME Awards 2009.
- 2008 serial The Mighty Boosh wygrał nagrodę dla najlepszego serialu telewizyjnego podczas gali Shockwaves NME Awards 2008.
- 2007 serial The Mighty Boosh wygrał nagrodę dla najlepszego serialu telewizyjnego podczas gali Shockwaves NME Awards 2007
- 2001 The Boosh, najpierw na London Live, a następnie na kanale radiowym Radio 4.
- 2000 show Arctic Boosh otrzymał nagrodę Barry Award podczas Międzynarodowego Festiwalu Filmów Komediowych w Melbourne
- 1999 wraz z Noelem Fieldingiem nominowany do nagrody Perrier na festiwalu w Edynburgu za show Arctic Boosh
- 1998 wraz z Noelem Fieldingiem otrzymał nagrodę Perrier za najlepszy debiut za seerial The Mighty Boosh
- 1995 nagrodzony podczas gali BBC New Comedy Awards